# Rosazia
Rosazia (en cors Rosazia) és un municipi francès, situat a la regió de Còrsega, al departament de Còrsega del Sud. L'any 2006 tenia 55 habitants.

## Demografia
| 1962 | 1968 | 1975 | 1982 | 1990 | 1999 | 2006 |
| ---- | ---- | ---- | ---- | ---- | ---- | ---- |
| 93   | 124  | 105  | 71   | 65   | 81   | 55   |

## Administració
| Període   | Identitat               | Partit | Qualitat |
| --------- | ----------------------- | ------ | -------- |
| 2001-2008 | Adolphe-Alphonse Hubert |        |          |